# فرهنگ اصطلاحات انگلیسی- فارسی
فرهنگ اصطلاحات انگلیسی- فارسی کتابی از محمدرضا باطنی، سپیده رضوی، زهرا احمدی‌نیا، فاطمه محمدی و روزبه افتخاری است که در سال ۱۳۸۷ منتشر و در مراسم کتاب سال جمهوری اسلامی ایران به‌عنوان کتاب برگزیده معرفی شد.